# Meridiana solar

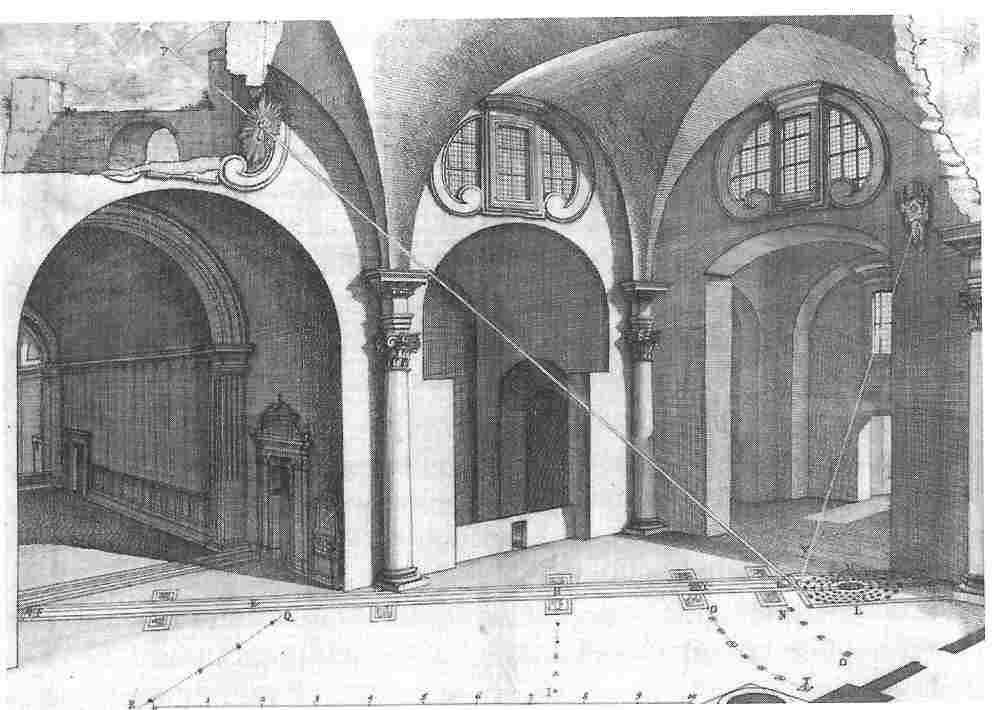
Un espot lluminós produït pel gnòmon perforat a la paret meridional de Santa Maria degli Angeli e dei Martiri, que projecta la imatge del sol sobre el sòl, lloc on es troba la línia meridiana.

La meridiana solar és un instrument gnomònic que permet esbrinar el migdia solar. Entre altres usos astronòmics s'emprava per esbrinar la durada de l'any tròpic. La mida requerida per a la seva instal·lació, que sol ser de diverses desenes de metres, requeria el segle xvi i XVII de monestirs i esglésies per fer-la.
Tot i que el coneixement teòric per a la construcció de meridianes ja era conegut en l'època de Vitruvi. Ell mateix el descriu mitjançant una construcció geomètrica que ja denomina Analema. Tal construcció geomètrica és descrita en el Llibre IX del seu Re architectura. Un dels teòrics que va rellançar el seu disseny i construcció al segle xvi va ser Giovanni Domenico Cassini, que va perfeccionar els mètodes descrits anteriorment introduint, a més, la refracció atmosfèrica en els seus càlculs.
La idea subjacent en la construcció de les meridianes és fer una perforació en un mur meridional (generalment denominat gnòmon) i permetre que es formi un espot lluminós a l'interior. S'empren idees similars a les utilitzades en les càmeres estenopeiques. La perforació del mur sol ser doble perquè el feix de llum és colimi només en el pla meridià, així l'espot lluminós apareix només durant el migdia. El migdia al llarg dels diferents dies de l'any es mostra en un segment sobre el terre. Aquest segment serà de major longitud com més gran sigui l'elevació del gnòmon. El sol sobre l'horitzó, a cada dia de l'any, té diferents altures i això permet traçar una escala zodiacal que permeti saber la declinació solar. Els dies que corresponen a solsticis el sol es troba en els extrems, per exemple en el solstici d'estiu l'altura del sol és més gran i l'espot lluminós es col·locarà a la zona més propera, mentre que en el solstici d'hivern passa el contrari.

## Grans meridianes
Les meridianes més importants es troben en edificis grans com poden ser catedrals o palaus. Alguns dels exemples més importants es poden trobar en diversos llocs del món.
Itàlia

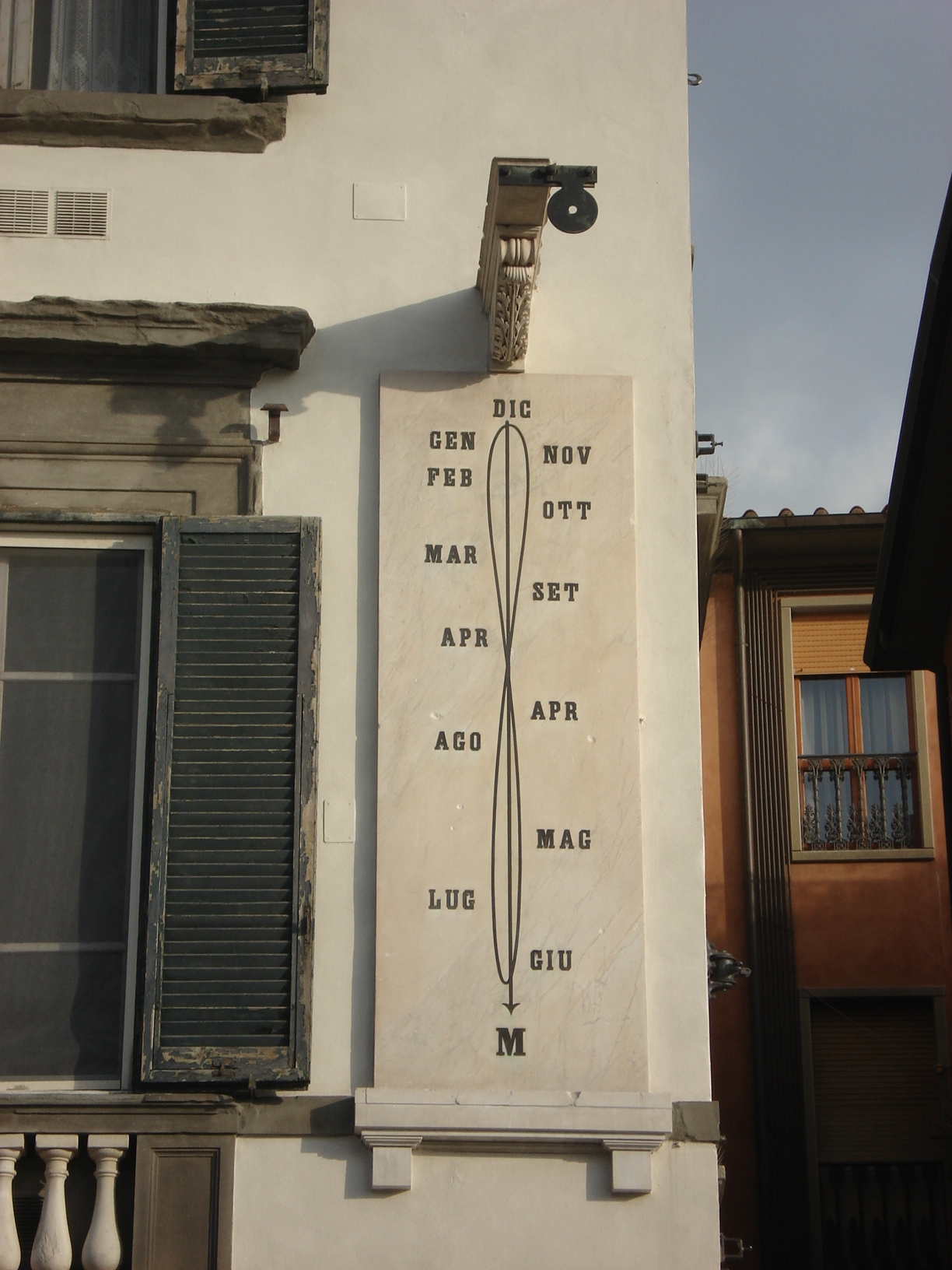
Moderna meridiana capaç de mostrar el migdia en temps civil.

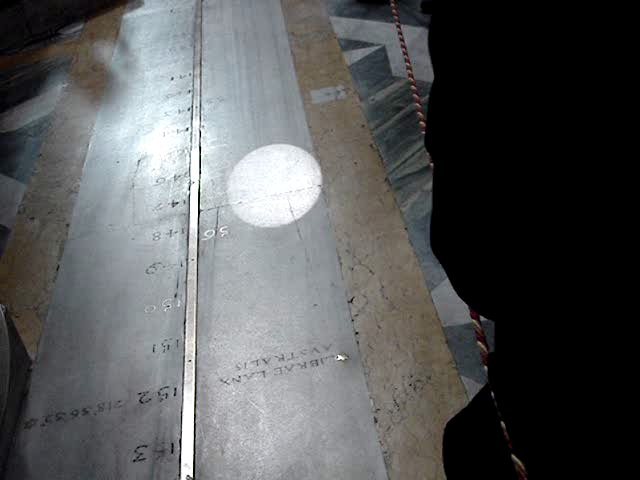
El espot lluminós és de grans dimensions.

- Santa Maria degli Angeli i dei Martiri a Roma dissenyada per Bianchini.
- Basílica de Sant Petronio de Bolonya dissenyada per Cassini.
- Església de Santa Maria Novella de Florència. Meridiana de 21.35 metres de longitud obra de Ignazio Danti.
- Santa Maria del Fiore de Florència. Meridiana creada per Paolo dal Pozzo Toscanelli.
- Torre dei Venti del Vaticà.
- Catedral de Palerm.
- Catedral de Milà posseeix una meridiana al seu interior.

Espanya
A Espanya no hi va haver un desenvolupament de meridianes gaire important, comparat amb altres països europeus, alguns dels exemples:
- Al Monestir de l'Escorial n'hi ha dues construïdes pel matemàtic hongarès i jesuïta Joan Wendlingen el 1755, a la Sala de Cort del Rei i en la porta del costat.[2]
- Al Palau del Bon Retiro hi va haver una meridiana construïda per Joan Wendlingen el 1756.[3] En l'actualitat el palau no existeix.
- Al Palau d'Aranjuez n'hi ha una al denominat despatx del Rei, feta el 1747.

França
- L'Església de Saint-Sulpice a París